# Brachystomellidae
Brachystomellidae (лат.) — семейство коллембол из надсемейства Neanuroidea (Poduromorpha).
В ранге подсемейства Brachystomellinae впервые было выделено польским энтомологом Яном Стахом в составе семейства Neanuridae.

## Описание
Маленькие ногохвостки (обычно от 0,7 до 1,5 мм) с компактным телом и с короткими усиками и ногами. Некоторые виды, например Brachystomella parvula, имеют космополитное распространение. Известно около 130 видов, половина из которых относится к роду Brachystomella (75 видов), а половина родов являются монотипными. Коллемболы семейства Brachystomellidae относится к надсемейству Neanuroidea из подотряда (или отряда) Poduromorpha. В результате филогенетического анализа семейство признано монофилетичным.
Из верхнего мела Канады описан ископаемый вид † Bellingeria cornua Christiansen & Pike, 2002.
- Семейство Brachystomellidae
  - Bellingeria
  - Bonetella
  - Brachystomella
  - Brachystomellides
  - Cassagnella
  - Folsomiella
  - Maricaella
  - Massoudella
  - Micronella
  - Neorganella
  - Parastomella
  - Probrachystomellides
  - Raponella
  - Rapoportella
  - Salvarella
  - Setanodosa
  - Subclavontella
  - Winterella